# Gran Madre di Dio (Rom)

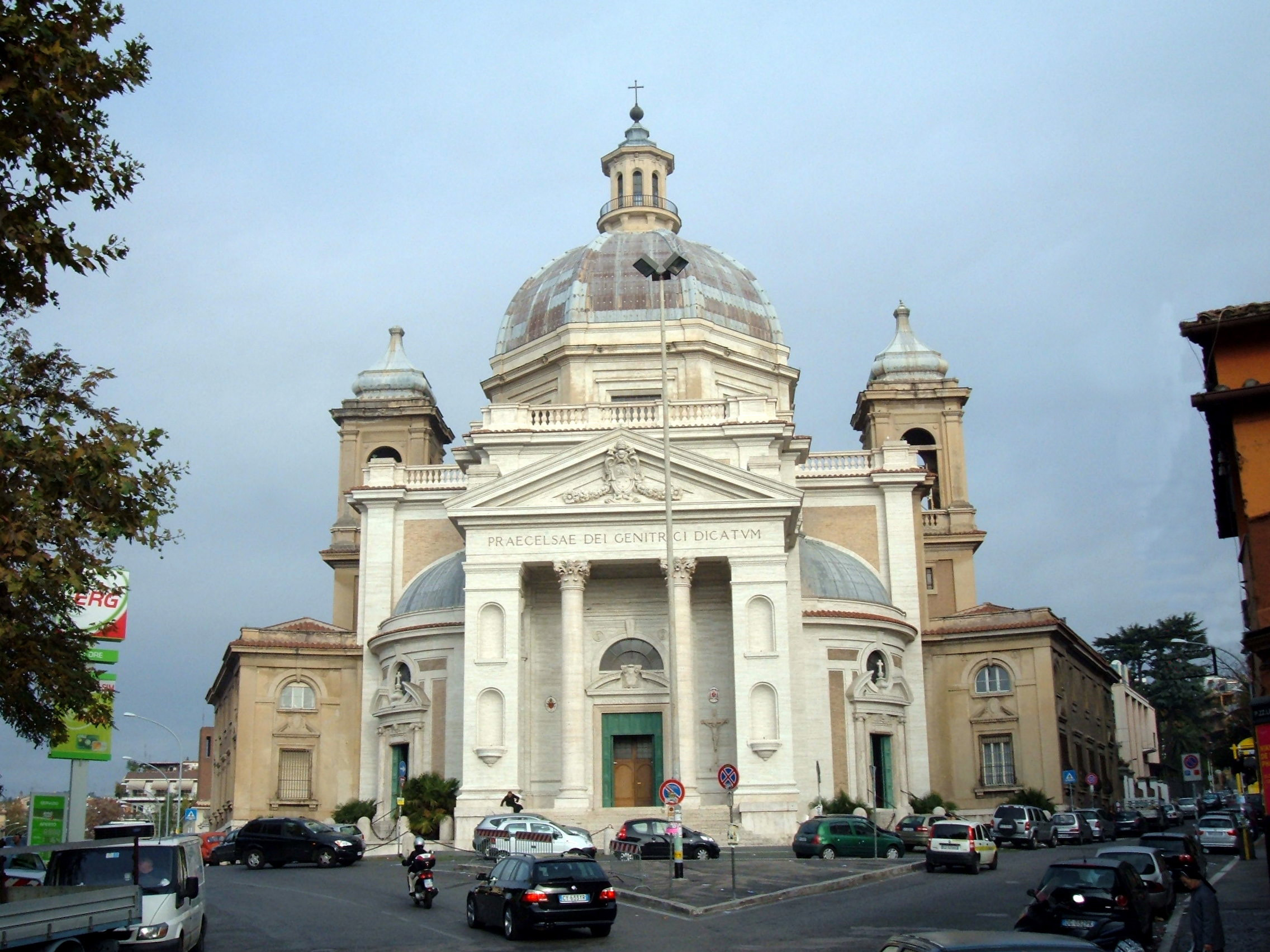

Gran Madre di Dio (lateinisch Titulum Praecelsae Dei Matris) ist eine Titelkirche in Rom.

## Überblick
Die Pfarrgemeinde wurde mit dem Dekret Ouo perennius durch Kardinalvikar Francesco Marchetti Selvaggiani am 1. Dezember 1933 errichtet. Der im Auftrag von Papst Pius XI. im Jahr 1931 beauftragte Kirchenneubau, nach einem Entwurf des Architekten Cesare Bazzani wurde am 29. Mai 1937 von Kurienbischof Francesco Beretti eingeweiht.
Am 5. Februar 1965 erfolgte die Erhebung zur Titelkirche der römisch-katholischen Kirche durch Papst Paul VI. Namenspatron ist Gottesmutter (Mater Dei).
Der Kirchenbau des Neoklassizismus ist eine von Roms großen modernen Kuppelkirchen. Die Kirche empfängt den Besucher mit einem Haupteingang, gestaltet mit einem Portikus mit einem dreieckigen Giebel aufgelagert auf zwei Säulen mit korinthischen Kapitellen und seitlichen Säulen. Die halbrunde Apsis hat fünf Bogenfenster über denen in einem Ringbalken die Inschrift SANCTA MARIA MATER DEI ORA PRO NOBIS (Heilige Maria, Mutter Gottes, bitte für uns) eingestellt ist. In der Apsis ist ein Fresko des Malers Federico Morgante. Hauptmaterialien sind ein rosa Backstein und ein Travertin.
Die Kirche befindet sich an der Ponte Milvio am rechten Ufer des Tiber in der Via Cassia 1 im römischen Quartier Della Vittoria.

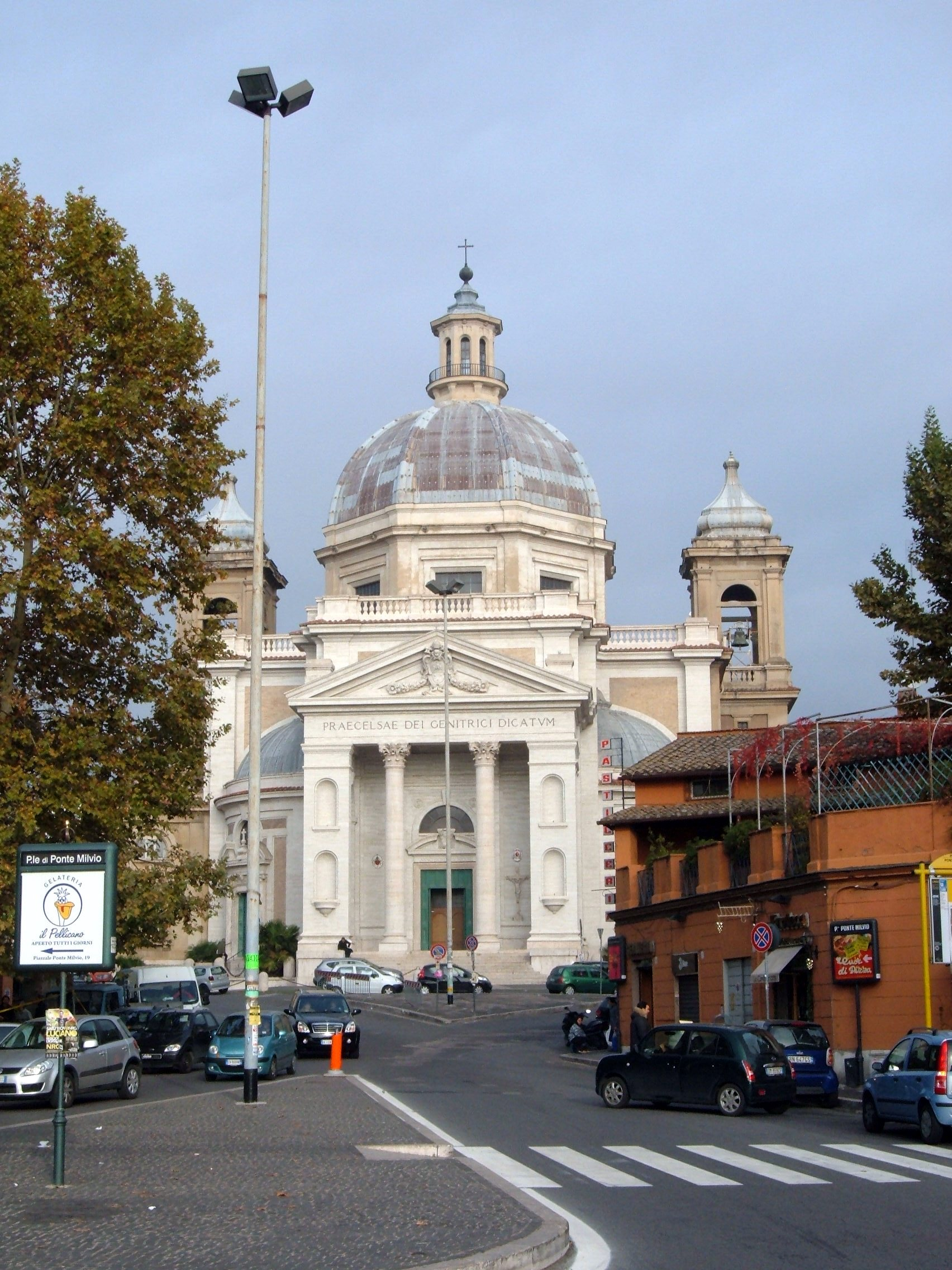
Straßenansicht
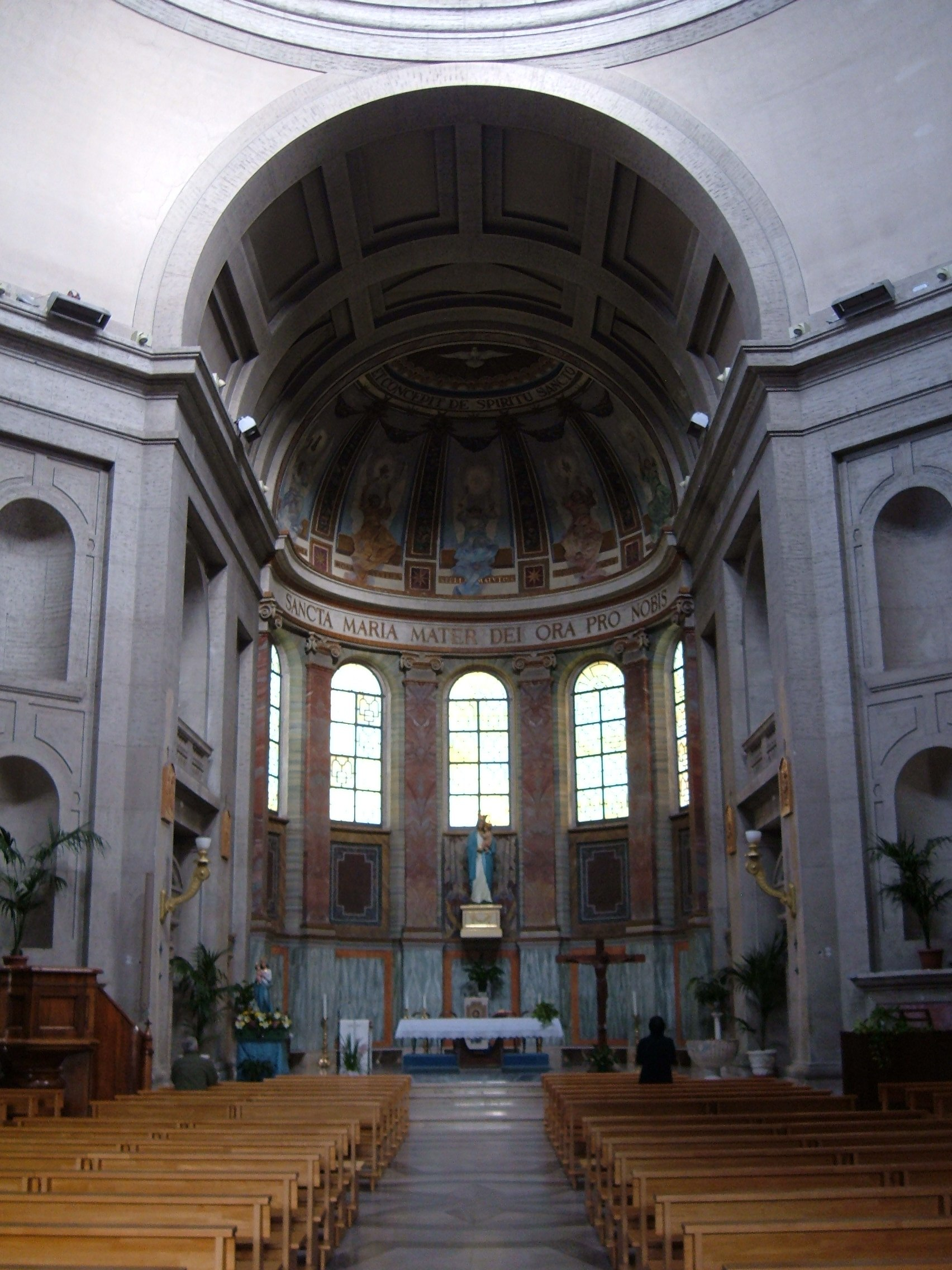
Innenraum mit Altarraum
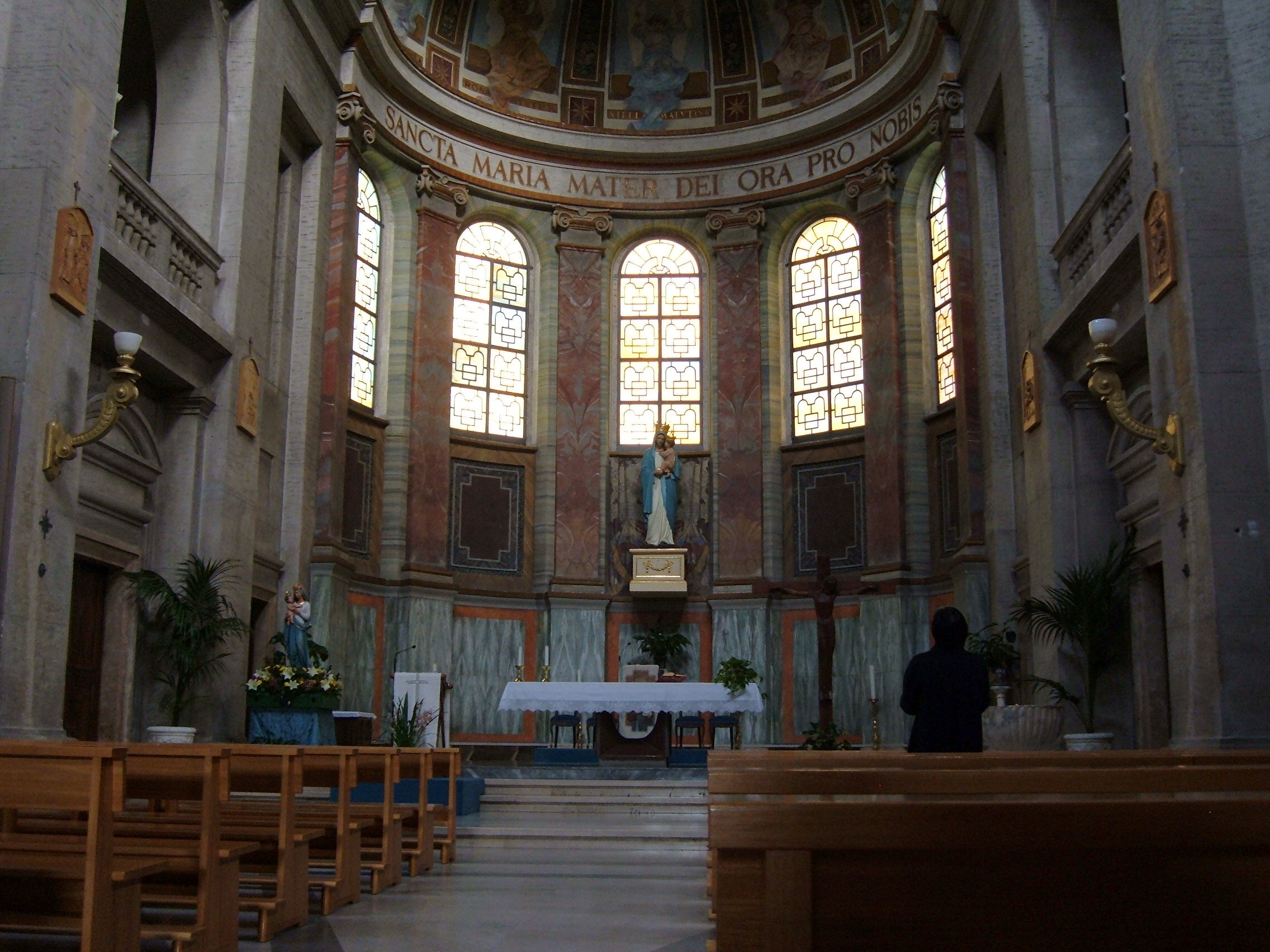
Altarraum
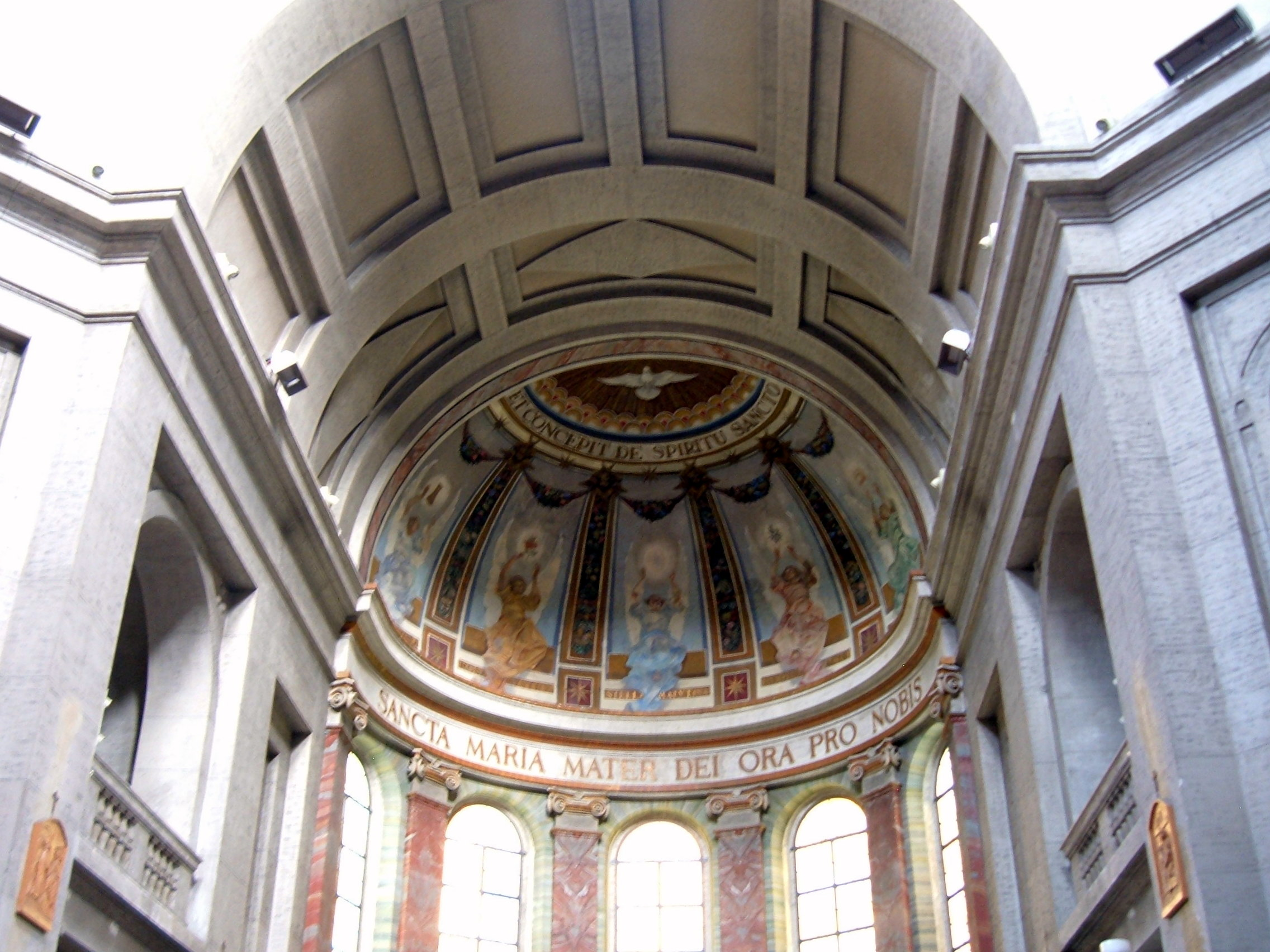
Apsis mit Inschrift SANCTA MARIA MATER DEI ORA PRO NOBIS

## Kardinalpriester
- Agnelo Rossi (1965–1984)
- Ángel Suquía Goicoechea (1985–2006)
- Angelo Bagnasco, seit 24. November 2007